# دختر برفی
دختر برفی (انگلیسی: The Snow Child) عنوان رمان نخست از نویسنده آمریکایی ایووین آیوی است که در فوریه ۲۰۱۲ میلادی توسط لیتل، براون اند کمپانی منتشر گردید. این کتاب نقدهای بسیار مثبتی توسط منتقدان دریافت
و فینالیست جایزه پولیتزر برای داستان در سال ۲۰۱۳ گردید.
ماجرای این کتاب برگرفته از یک داستان عامیانه روسی است و فضای آن در دهه ۱۹۲۰ آلاسکا می‌باشد و زندگی خودکفای «جک» و «میبل» — زوج مسن و بدون فرزند — را دنبال می‌کند که در تلاش برای مبارزه و گذران زندگی در طبیعت وحشی آلاسکا هستند، اما ظهور ناگهانی یک دختر جوان از درون جنگل، زندگی این زوج را قرین تغییر و تحول می‌کند.

## ترجمه فارسی
کتاب دختر برفی توسط زهرا تابشیان ترجمه و توسط نشر نگاه چاپ گردید